# K-Hito
K-Hito   (Villanueva del Arzobispo, 1890 - Madrid, 31 de gener de 1984) pseudònim de Ricardo García López, escriptor, cronista taurí, caricaturista, historietista, productor, director de cine i editor de revistes espanyol, que s'adscriu a la generació del 27. Va prendre el pseudònim de K-Hito com una manera graciosa de considerar-se «l'emperador de la historieta espanyola», a l'estil d'Hirohito.

## Biografia
Naix en Villanueva del Arzobispo i passa la seua joventut en Alacant sent amic i col·laborador de Gabriel Miró. Sempre va estar en contacte amb el seu poble que, en 1949, li va dedicar un carrer i li va convertir en Fill Predilecte.
A Alacant, va estudiar a l'acadèmia Parrilla i va treballar de carter. El 1907, va anar a viure a València, on va començar a col·laborar a revistes d'humor i va celebrar la seva primera exposició el 1912 al Círculo de Bellas Artes.
Va començar de ben jove col·laborant en revistes franceses de la categoria de Le Rire, Le Sourrire o Pages Folles. Simultàniament, a Espanya, va col·laborar a Blanco y Negro, Estampa o a publicaciones humorístiques de la categoria de Buen Humor o el ¡Cu-cut!.
El seu estil, de traços sintètics, li va proporcionar una gran popularitat i el va distingir d'altres autors més aparatosos. Aquest estil tan personal tindria continuació amb Salvador Bartolozzi, Bagaría o Del Arco.
Va realitzar nombroses exposicions, com el 1925 a Madrid a una exposició organitzada per la Unión de dibujantes españoles amb altres artistes com Penagos, Fresno, Salvador Bartolozzi Rubio, etc.
El 7 de maig de 1927 va fundar Gutiérrez, un dels setmanaris d'humor gràfic més importants de l'època. La revista era alhora el nom d'un personatge creat i dibuixat pel mateix K-Hito: “El cap del negociat d'incobrables de la direcció general de comptes retrassats”, encarnació del fracàs de la burocràcia espanyola. La revista va deixar de publicar-se el novembre de 1935. Després de la Guerra Civil molts dels seus col·laboradors van anar a parar a La Codorniz.
Va col·laborar en la revista Pinocho, creada per Bartolozzi, i va ser el director de tres revistes, incloent Macaco (1928-1930). En les seves revistes va crear alguns personatges molt famosos com Gutiérrez, Macaco, Currinche i Don Turulato. També va dirigir i escriure diverses pel·lícules. També va col·laborar a la segona i tercera etapa de la revista satírica valenciana La Traca.
Durant la Segona República va compatibilitzar la direcció de Gutiérrez amb les seves habituals col·laboracions a Gracia y Justicia, on publicava acudits políticament més incisius. Juntament amb Xaudaró i Antonio Got, el 1932, va crear la productora Sociedad Española de Dibujos Animados (SEDA).
Acabada la Guerra Civil, va dirigir el setmanari d'informació general Dígame (1940), on va permetre que alguns dels seus antics companys d'aventures publiquessin vinyetes. El 1948 va publicar la seva autobiografia, Yo, García. Durant la Guerra Civil havia sobreviscut a València impartint classes de caligrafia a l'Academia Comercial Morales.
A ell se li deu el 'rebateig' de Manolete com a "El Monstre". En una ocasió, K-Hito va aconseguir que Manolete i Carlos Arruza, enemics irreconciliables, es feren una abraçada en Villanueva del Arzobispo deixant a un costat els problemes que els dividien.
En els anys cinquanta, en una ocasió, havent-hi vist torejar a Carmelo Torres, torero mexicà, en una època en què era molt difícil per als asteques torejar a Espanya, va publicar en la seua columna en un joc de paraules "Em declare CARMELISTA"

## Valoració
Mestre de la caricatura i de la crítica taurina va demostrar un gran valor literari com a articulista i com a autor de diversos llibres. Va fer més de deu mil caricatures i solia dir que haguera tingut més èxit com a pintor que escrivint. Va ser home de gran enginy, de gràcia espontània, de caricatures precises, de versos divertits i d'acudits molt humans i oportuns. La ploma i el llapis de K-Hito van estar desproveïts sempre de verí, d'insídia o de mala intenció.
Els seus personatges gràfics Gutiérrez, Macaco, i alguns dels que va introduir a Gracia y Justicia estaran per sempre entre els personatges més importants de l'humor gràfic espanyol.

## Obra

### Cinematogràfica
- 1932: En los pasillos del congreso, com a director i escriptor
- 1932: Falsa noticia de fútbol, com a director i escriptor
- 1932: El Rata primero, com a director i escriptor
- 1932: La vampiresa Morros de Fresa, com a director i escriptor
- 1934: Francisca, la mujer fatal, com a director i escriptor

### Literària
- 1940: Carmen y Raphael
- 1947: Manolete ya se ha muerto. Muerto está que yo lo vi
- 1948: Yo, García
- 1950: ¡Hasta luego!
- 1954: Anda que te anda
- 1973: El álbum de K-Hito